# Claymore (Manga)
Claymore ist eine abgeschlossene Manga-Serie des Mangaka Norihiro Yagi, die von Mai 2001 bis Oktober 2014 beim Shūeisha-Verlag veröffentlicht wurde. Der Manga wurde teilweise auch als Anime umgesetzt.
Die Geschichte spielt in einer mittelalterlichen Welt, in der Claymore auf der Jagd nach menschenfressenden Yoma sind. Sie verfolgt das Schicksal von Clare, die sich als Claymore durch diese Welt kämpfen muss. Das Werk lässt sich in die Genre Shōnen, Drama, Dark Fantasy und Horror einordnen.

## Handlung
Innerhalb einer mittelalterlichen Welt existieren Yoma (妖魔, Yōma, dt. „Dämon“), die als Menschen getarnt auch unter den Menschen leben und sich von deren Eingeweiden ernähren. Eine nicht näher benannte Organisation bildet jedoch als Claymore bezeichnete Frauen aus, denen das Fleisch eines Yoma eingesetzt wurde und somit halb Mensch halb Yoma sind. Durch diese Behandlung veränderte sich ihre Haarfarbe zu hellblond und ihre Augen wirken silberfarben. Sie verfügen über eine wesentlich höhere Körperkraft als normale Menschen, können als Menschen getarnte Yoma aufspüren und beherrschen weitere individuelle Fähigkeiten. Alle Claymore sind in der Lage sich von schweren Verletzungen schnell zu erholen. Als defensiv bezeichnete Claymore können verlorene Gliedmaßen wiederherstellen, die offensiv genannten Claymore sind in der Lage, besondere Kampftechniken zu beherrschen.
Obwohl sie eine Mischung aus Mensch und Yoma sind, behält ihr menschliches Ich die Kontrolle. In schwierigen Situationen können sie mehr Kräfte freisetzen, wenn sie sich des Yoki (妖気, Yōki, dt. „unheimliche Stimmung“), des in ihnen schlummernden Yoma bedienen. Dabei mutieren sie selbst langsam zu einem Yoma, sodass es ihnen immer schwerer fällt, die Kontrolle über ihren Körper zu behalten. Überschreiten sie dabei jedoch eine kritische Grenze, sind sie nicht mehr in der Lage sich zurückzuverwandeln und müssen sich von ihren Mitstreitern töten lassen, bevor sie zu einem Erwachten Geschöpf (覚醒者, dt. „Erwachter“) werden. Diese Kreaturen sind wesentlich stärker als normale Yoma und besitzen nicht selten sadistische Triebe.
Viele dieser Kreaturen entstanden bei den ersten Experimenten der Organisation, als diese noch mit männlichen Claymore versuchte, der Lage Herr zu werden. Es zeigte sich jedoch, dass Männer im Kampfrausch zu oft ihre Grenzen überschritten. Aus diesem Grund werden nur noch weibliche Claymore ausgebildet.
Die Claymore stehen zwischen den Menschen und den Yoma, werden aber von beiden Seiten verachtet und gefürchtet. Für alle 47 Regionen des Landes stellt die Organisation eine Claymore bereit, die jedoch entsprechend ihrer geschätzten Stärke nummeriert sind. Dörfer und Städte, die von Yoma heimgesucht werden, haben die Möglichkeit, die Organisation zur Hilfe zu rufen, die daraufhin eine Claymore entsendet. Wenn die Gemeinde erfolgreich durch eine Claymore von Yoma befreit wird, fordert die Organisation eine Bezahlung. Sollte diese nicht erfolgen, würde man diesen Ort bei zukünftigen Übergriffen durch Yoma sich selbst überlassen.

### Teresa
Teresa (テレサ), auch genannt als „Teresa mit dem leisen Lächeln“ (微笑のテレサ, Bishō no Teresa, dt. „Lächelnde Teresa“), zieht als Claymore durch das Land und wird als die mächtigste Kriegerin der Organisation angesehen. Sie ist rücksichtslos und kaltherzig gegenüber den Menschen. In einer Stadt trifft sie auf ein junges Mädchen und erschlägt einen hinter ihr stehenden Yoma. Das misshandelte und verstummte Mädchen ist seitdem auf Teresa fixiert, sodass sie ihr auf Schritt und Tritt folgt. Obwohl Teresa sie anfangs nicht allzu herzlich behandelt, gewöhnt sie sich an das Mädchen und gibt ihr schließlich auch den Namen Clare (クレア). Dennoch beschließt Teresa eines Tages, Clare in einer Stadt zurückzulassen, die sie gerade von einem Yoma befreit hatte. Als sie die Stadt verlässt, wird diese von Räubern überfallen, denen sie bereits zuvor einmal begegnet war. Zwischen brennenden Ruinen findet sie die schwer misshandelte Clare. Bedroht und wutentbrannt tötet sie die Räuber und bricht damit die Gesetze der Organisation, die es Claymore verbietet, Menschen zu töten. Von dem Exekutionskommando gestellt, entzieht sie sich diesem und verwundet die anwesenden Claymore.
Nach diesem Zwischenfall werden die vier stärksten Claymore Irene (イレーネ), Sophia (ソフィア), Noelle (ノエル) und die Anfängerin Priscilla (プリシラ) auf sie angesetzt. Priscilla wird trotz ihres jungen Alters bereits als zweitstärkste Claymore angesehen und soll auch das Potential besitzen, Teresa zu übertreffen. Bei der Konfrontation geht Priscilla jedoch über ihre Grenzen hinaus und verwandelt sich in ein Erwachtes Geschöpf. Priscilla, die vorgibt, sich nach den Gesetzen der Organisation „erlösen“ zu lassen, enthauptet daraufhin Teresa und tötet Sophia und Noelle. Neben Clare, an der Priscilla kein Interesse hat, überlebt nur Irene, die bei dem Kampf einen Arm verliert.
Schockiert von Teresas Tod trägt Clare deren Kopf zu einem Vertreter der Organisation und bittet ihn darum, sie ebenfalls als Claymore auszubilden. Sie will jedoch nicht das Fleisch eines Yoma, sondern das von Teresa eingesetzt bekommen.

### Clare und Raki
Jahre später streift Clare im Auftrag der Organisation durch die Welt. Ihr Weg führt sie zu einem Ort, in dem ein Yoma vermutet wird. Als sie das Dorf betritt, begegnen ihr die Leute mit Respekt und Furcht. Nur der junge Raki (ラキ) scheint sich nicht von den Gerüchten über die Claymore abhalten zu lassen und folgt ihr, sie bewundernd, durch den Ort. Clare bemerkt jedoch, dass der Geruch eines Yoma an ihm haftet. Als er nach Hause kommt, muss er feststellen, dass sich sein vermeintlich älterer Bruder als Yoma zuerkennen gibt. Dieser hatte bereits vor einiger Zeit die ganze Familie getötet und die Gestalt von Rakis Bruder angenommen. Aufgeschreckt durch die Anwesenheit von Clare beschließt der Yoma zu fliehen, möchte sich jedoch zuvor noch an Raki satt fressen. In dem Moment, wo sich der Yoma auch auf Raki stürzen will, greift Clare in den Kampf ein und tötet das Monster. Den unter Schock stehenden Raki lässt sie jedoch zurück. Er wird kurze Zeit später von den Bewohnern aus dem Ort vertrieben da diese befürchten, dass auch er ein Yoma sein könnte.
In einem Sandsturm bricht Raki zusammen, wird aber von Clare gefunden und in die nächste Stadt gebracht. Dort wacht er in einem Bett eines Wirtshauses auf und erfährt, dass er von einer Claymore dort einquartiert wurde. Im Glauben, dass es nur Clare gewesen sein kann, eilt er aus der Stadt und trifft dort auf einen als Claymore getarnten Yoma. Dieses erkennt der Junge wiederum zu spät und kann erneut erst im letzten Moment von Clare gerettet werden, wobei sie selber schwere Verletzungen in Kauf nimmt. Infolge der Ereignisse ringt Clare sich dazu durch, Raki als ihren Begleiter mitzunehmen. Fortan folgt er Clare auf Schritt und Tritt durch Städte, die von Yoma befallen sind. Zwischendurch erhält Clare den Spezialauftrag eine Claymore und Freundin von ihr zu töten. Diese hat Clare ihre Schwarze Karte zugesandt, was als Bitte um die Erlösung durch die Hand der Empfängerin der Karte zu verstehen ist. Dieser Auftrag macht Raki recht schnell bewusst, mit welcher Art von Wesen er es zu tun hat. Dennoch bleibt er an Clares Seite.

### Kampf gegen dieErwachten Geschöpfe
Während eines Auftrags in der Stadt Rabona gerät Clare beinahe außer Kontrolle und droht, selbst zum Yoma zu werden. Obwohl sie ihre kritische Grenze überschritten hat, kann sie sich, durch Rakis Zuneigung, wieder zurückverwandeln. Dies bleibt der Organisation nicht verborgen. Sie schweigt jedoch und schickt sie zusammen mit drei anderen Claymore in den Kampf gegen ein erwachtes Geschöpf. Die Claymore Miria (ミリア), Deneve (デネヴ) und Helen (ヘレン) haben jedoch ein Problem damit zu akzeptieren, dass ausgerechnet Clare, die als schwächste aller Claymore eingestuft wird, ihnen als Unterstützung dienen soll und außerdem noch einen Jungen mit sich herumschleppt. Dennoch bestreiten sie ihren Kampf innerhalb des Gebirges, doch sind dem männlichen Erwachten Geschöpf weit unterlegen. In dieser Situation stellt sich heraus, dass das schwache Yoki von Clare ideal ist, um es so weit zu unterdrücken, dass sie die Angriffe des Yoma bereits im Vorfeld spüren kann. Dadurch gelingt es ihnen das Monster doch zu besiegen, sie stellen sich jedoch die Frage, warum gerade sie gegen einen solch übermächtigen Gegner antreten mussten. Dabei machen sie die Feststellung, dass alle bereits einmal ihre Grenzen überschritten hatten, aber nicht vollständig erwacht sind. So verbünden sie sich, um die Pläne der Organisation zu hinterfragen.
In einem späteren Auftrag erhält Clare die Aufgabe, zusammen mit Ophelia (オフィーリア), ein erwachtes Geschöpf zu töten. Jedoch wird sie von der gemeingefährlichen Ophelia angegriffen und Raki von ihr als Druckmittel missbraucht. Als Ophelia mitbekommt, dass Clare „bereits erwacht“ ist, kennt sie kein Halten mehr und will sowohl Clare als auch Raki töten. Clare versucht Raki so weit wie möglich von dem Kampfgeschehen fernzuhalten und zwingt ihn schließlich dazu, von nun an getrennte Wege zu gehen. Beim anschließenden Kampf zwischen Clare und Ophelia verliert Clare ihren rechten Arm, wird aber von der desertierten Irene gerettet. Clare lernt von ihrer Retterin die Wirbelklingen-Technik und erhält dazu noch den rechten und einzig verbliebenen Arm von Irene. Damit ist es ihr später möglich, die in der Zwischenzeit erwachte Ophelia zu töten.
Getrennt von Raki gerät Clare bald in die Hände von Riful des Westens, einer Erwachten in Gestalt eines jungen Mädchens und eine der drei In der Tiefe Hausenden. Diese hält bereits Claymore Jean und Katea gefangen und foltert sie solange, bis sie sich in Erwachte Wesen verwandeln. Auf diese Art will sie sich die stärksten Verbündeten für einen Kampf gegen die anderen In der Tiefe Hausenden erschaffen.
Das Auftauchen einer weiteren Claymore, Galatea, lässt Clare und Jean überleben und zur Organisation zurückkehren.

### Die Schlacht im Norden
Die Organisation entsendet Clare und weitere 23 ihrer 47 Claymore in die im hohen Norden gelegene Stadt Pieta, wo eine Invasion der erwachten Geschöpfe, die unter der Führung von Isley (einem männlichen Erwachten) und einem weiteren In der Tiefe Hausenden, stehen, droht. Dort treffen auch die, im Geheimen verbündeten, Claymore Miria, Deneve, Helen und Clare wieder aufeinander.
Bei der Schlacht werden fast alle Anführerinnen der sechs Teams von Rigardo, dem silberäugigen Löwenkönig, getötet. Bevor dieser auch die letzte Anführerin Miria töten kann, wird er von der fast erwachten Clare besiegt. Clares „Erwachen“ geschah aber nicht im Zuge des Kampfes, sondern hatte sie es aus Verzweiflung über ihre Schwäche selbst herausbeschworen um stärker zu werden. Da man ein Erwachen jedoch nicht erzwingen kann, gelang es ihr nicht zur Gänze, allerdings kostete es die anderen Claymore einige Anstrengung ihre menschliches Bewusstsein zurückzurufen.
Insgesamt überleben nur sieben Claymore diese Schlacht. Sie erkennen jedoch, dass die Organisation ihre eigenen Pläne zu haben scheint und sie wieder in einen aussichtslosen Kampf geschickt wurden.
Sie entkommen den verbleibenden Angreifern, beschließen jedoch, nicht mehr zur Organisation zurückzukehren.

### Der Feldzug nach Süden
Aufgrund der Niederlage in Pieta gibt die Organisation den Norden auf. Die überlebenden Claymore, darunter Miria, Helen, Deneve und Clare können sich dort sieben Jahre lang unbemerkt versteckt halten und ihre Fähigkeiten trainieren. Doch auch Raki befand sich zur Zeit der Schlacht im Norden, wo er von Isley aufgenommen und von ihm im Schwertkampf unterrichtet wurde. Dort begegnete er auch zum ersten Mal Priscilla, die damals ebenfalls bei Isley lebte. Raki wusste nicht, dass Clare eine der kämpfenden Claymore war.
Als Isley nach Jahren seinen Eroberungszug nach Süden fortsetzt um es mit Luciella des Südens, der dritten der In der Tiefe Hausenden, aufzunehmen, zudem auch andere Claymore in den Norden vordringen, treten Clare und ihren Kameradinnen die Verfolgung nach Süden an. Obwohl sie dabei versuchen, unerkannt durch die Länder zu ziehen, begegnen sie des Öfteren einigen ihrer Nachfolgerinnen bei den Claymore und entdecken einige furchteinflössende Entwicklungen der Organisation.
Inzwischen erwachsen, geht Raki selbst auch auf die Jagd nach Yoma, ohne irgendwelche übernatürliche Kräfte zu besitzen. An seiner Seite ist jedoch auch Priscilla, die ihm beim Aufspüren der Yoma hilft. Auf ihren Wegen versuchen Clare und Raki sich wiederzufinden.

### Die jüngsten Ereignisse
Nachdem die Überlebenden der Schlacht im Norden die desertierte Galatea und zwei Kriegerinnen der Organisation in der Stadt Rabona vor der Erwachten Agatha retten, kommt es zu mehreren schwerwiegenden Entwicklungen, die den Verlauf des Mangas nachhaltig beeinträchtigen. So werden Isley und Riful getötet und Priscilla löst sich von Raki, um Teresa, die sie in Clare erkannt hat, erneut zu töten.
Nachdem Miria die Organisation alleine angreift und dabei scheinbar umkommt, entscheiden die restlichen Überlebenden, die Organisation ebenfalls anzugreifen bzw. Miria zu retten. Es kommt heraus, dass die Organisation die Yoma erschafft und auch die Erwachten in die Welt lässt. Miria hat jedoch überlebt und ruft die derzeitigen Kriegerinnen zur Rebellion auf. Die Organisation erweckt daraufhin drei Claymore zum Leben, die einst den Rang der Nummer 1 innehatten: Die elegante Hysteria, Roxanne von Liebe und Hass und Cassandra die Staubfresserin.
Jedoch scheint ein Mitglied der Organisation eigene Pläne zu haben, denn Cassandra, Roxanne und Hysteria erwachen.

### Das Ende der Organisation
Nachdem auch die Kriegerinnen, welche sieben Jahre lang im Norden verbracht haben, am Ort des Geschehens eingetroffen sind stellen sie sich dem Kampf gegen die erwachte Hysteria, und können diese auch besiegen. Währenddessen kämpfen Cassandra und Roxanne gegeneinander, und Cassandra gewinnt.
Kurz davor sind aus den verschmolzenen Raphaela und Luciella, die auch Raphaelas Schwester ist, eine Super-Erwachte geworden, die auf dem Kontinent Amok läuft. Im darauf folgenden Kampf werden Priscilla und Clare in dieses Wesen hineingesaugt, sodass es eine Art riesiger Klumpen Yomafleisch ist. Die übrigen Kriegerinnen bringen diesen vor die Tore Rabonas.
Beim Kampf gegen die Organisation wird Raki von den nun rebellierenden Schülerinnen befreit und kämpft an ihrer Seite. Bei dem Kampf werden mehrere Männer der Organisation und vermutlich alle in der Tiefe Hausenden getötet. Zuletzt rebelliert jede einzelne Kriegerin gegen die Organisation. Nach dem Sieg gelangt Miria in ein unterirdisches Gewölbe, in welchem der überlebende Anführer der Organisation ist. Er zeigt Miria ein Monster und bezeichnet dieses als seinen wirklichen Feind. Nur deswegen habe die Organisation Yoma, Kriegerinnen und Erwachte erschaffen, um eine wirksame Waffe im Kampf gegen diese Wesen zu haben. Er erzählt ihr auch, dass die Yoma ursprünglich Menschen waren, die mit einem Parasiten infiziert wurden, der sie in Yoma verwandelt. Entsetzt darüber, dass Miria und all die anderen Krieger und Kriegerinnen in all der Zeit Menschen getötet hatten, die nur das Pech hatten, von der Organisation mit diesem Parasiten infiziert worden zu sein, köpft sie ihn schließlich und tötet das fremde Wesen.
Raki und einige der übrigen Kriegerinnen reisen nach Rabona. Zuvor zeigt Deneve sich Raki jedoch fast nackt, damit er weiß, dass sich ihre Körper von menschlichen Körpern unterscheiden, und er sich nicht erschreckt, wenn er Clares Körper sieht, sollte es gelingen, sie aus dem Klumpen zu befreien. Dort angekommen spricht Raki zu dem Klumpen. Clare, die seine Stimme hört, reagiert darauf und kommt tatsächlich heraus. Beide sind überglücklich, einander wiedergefunden zu haben. Allerdings kann sich kurz darauf auch Priscilla befreien. Vor den Toren Rabonas haben sich neun Erwachte versammelt. Jeder von ihnen war mal eine einstellige Nummer, und zwei von ihnen stellen sich als die letzten beiden Überlebenden der Ära der männlichen Krieger vor. Rabona selbst ist fast menschenleer. Die Leute sind geflohen, nachdem Galatea sie gewarnt hat, dass eine sehr starke Erwachte – Cassandra, die Staubfresserin – auf die Stadt zukommt. Die Erwachten greifen Cassandra an, welche offenbar zu Priscilla gelangen will, und Clare stellt fest, dass sie während ihrer Zeit in dem Klumpen, offenbar sehr viel stärker geworden ist, und auch einige Kampftechniken von Raphaela beherrscht.
Priscilla bekommt es unterdessen mit einem weiteren Gegner zu tun. Das Kind von Dauf und Riful, welches den Tod seiner Eltern rächen möchte. Und dieser Gegner scheint Priscilla wirklich gewachsen zu sein.

## Kreaturen
In der Fantasy-Welt des Mangas bevölkern eine Vielzahl verschiedener Wesen den Kontinent, welche teilweise Yoma sind bzw. eine weitere Art Yoma.

### Yoma
Yoma sind fleischfressende Dämonen, welche sich von Menschen ernähren. Wie es für Raubtiere üblich ist, ziehen sie die Eingeweide dabei meist vor. Die meisten von ihnen sind von der Körpergröße her mit Menschen vergleichbar, aber einige sind auch etwas größer und viel muskulöser. Außerdem haben viele von ihnen auch Stachel die auf dem Rücken wachsen, und noch dazu Reißzähne, Krallen und spitze Ohren, die ihnen ein tierhaftes Aussehen verleihen. Yoma sind i. d. R. stärker, schneller und widerstandsfähiger als Menschen, und können sich wesentlich besser regenerieren. Nur Verletzungen die viele ihrer Organe oder den Kopf zerstören, können Yoma töten. Zudem können sie ihre Gestalt verändern und wie Menschen aussehen, sodass sie von den anderen Menschen nicht als Yoma erkannt werden. Wenn ein Yoma das Gehirn eines Menschen isst, kann er dessen Wissen und Erinnerungen aufnehmen, und sich als die getötete Person ausgeben. Yoma werden von den Kriegerinnen an ihrem Yoki erkannt, das sie unwillkürlich ausströmen. Nur wenige Yoma sind so stark wie die Kriegerinnen oder stärker, sodass sie in einem Kampf gegen sie fast immer besiegt werden.
Es gibt eine Unterart von fliegenden Yoma, welche Flügel haben die so ähnlich wie die von Fledermäusen aussehen. Aus der Luft heraus können sie die Kriegerinnen leichter angreifen. Wenn eine Kriegerin einen fliegenden Yoma töten will, so muss sie entsprechend hoch in die Luft springen, oder ihr Schwert zielgenau werfen.

### Claymore
Diese Kriegerinnen sind zur Hälfte Mensch und zur Hälfte Yoma. Durch das Einsetzen von Blut und Fleisch eines Yoma in einen menschlichen Körper, kann man so Hybride schaffen. Es werden aber ausschließlich Frauen zu Hybriden gemacht. Obwohl deren Körper nur zur Hälfte aus Yomafleisch besteht, sind sie doch fast immer stärker, schneller und leistungsfähiger als Yoma. Außerdem können sie, dank ihrer menschlichen Intelligenz und speziellen Kampfausbildung, Yoma meist mühelos töten. Die Kriegerinnen unterscheiden sich von den Menschen dadurch, dass sie hellblonde bis weiße Haare haben, und noch dazu silberne Augen. Einige von ihnen haben auch spitze Ohren, welche ein wenig an Elfen erinnern. Sie sind viel stärker als Menschen, können sich besser regenerieren und altern auch nicht mehr.
Sie werden von den Menschen aufgrund ihrer Schwerter „Claymore“ genannt, die Organisation selbst hat jedoch keinen Namen. Die Kriegerinnen sind in der Lage, Yoma aufzuspüren. Zudem können sie ihr Yoki aktivieren um stärker zu werden. Bei 10 Prozent des Yoki, verändern sich ihre Augen von der silbernen Farbe zu Yomaaugen. Bei 30 Prozent verändert sich das Gesicht, es wachsen Fangzähne und die Kriegerin sieht einem Yoma schon sehr ähnlich. Ab 50 Prozent verändert sich der Körper, die Kriegerinnen bekommen längere Gliedmaßen und Krallen. Ab 80 Prozent haben sie sich schon so stark verändert, dass es ihnen meist nicht mehr gelingt sich wieder zurückzuverwandeln. Sie gehen dann unerbittlich auf die 100 Prozent zu und werden ab dann zu einem erwachten Wesen. Um dieses Schicksal zu vermeiden, bitten sie ihre Freunde, in der Regel andere Kriegerinnen darum, sie zu töten.
Im Laufe der Handlung gelingt es jedoch einigen Kriegerinnen, mehr als 80 Prozent ihres Yoki zu aktivieren, und trotzdem nicht zu erwachten Wesen zu werden, sondern in ihre menschliche bzw. halbmenschliche Gestalt zurückzukehren.

### Erwachte Wesen
Erwachte Wesen sind früher selbst Krieger oder Kriegerinnen gewesen, welche allerdings 100 Prozent ihres Yoki aktivierten und über ihre Grenzen hinausgingen. Damit wurden sie selbst zu einer Art Yoma. Erwachte sind viel stärker als Yoma und Kriegerinnen. Außerdem sehen sie alle unterschiedlich aus, während die normalen Yoma sich gleichen. Um einen Erwachten zu besiegen, sind normalerweise vier bis fünf Kriegerinnen notwendig, von denen mindestens eine im einstelligen Bereich sein muss. Erwachte können sich relativ schnell regenerieren und können aus ihrem eigenen Körper heraus Waffen erzeugen. Erwachte können sich von ihrer Yoma-Gestalt in ihre vorherige, menschliche Gestalt transformieren und umgekehrt. Anders als Yoma, können sie allerdings nur so aussehen, wie sie auch als Mensch ausgesehen haben, und nicht beliebig ihre Gestalt wechseln.
Viele Erwachte in der Handlung sind männlich. Das liegt daran, dass in der Anfangszeit der Organisation auch Männer zu halbmenschlichen Kriegern gemacht wurden. Mit den Männern gab es allerdings ein Problem. Weil das Erwachen sich für sie sehr genussvoll angefühlt hat bzw. mit sexueller Lust vergleichbar war, hatten fast alle von ihnen, schon nach kurzer Zeit ihre Grenzen überschritten. Daraufhin machte die Organisation nur noch Frauen zu Mischwesen. Allerdings hatte die Organisation kurz darauf auch beschlossen, die männlichen Krieger einfach als Erwachte freizulassen, obwohl sie eine Gefahr für Menschen und Kriegerinnen sein würden.
Nachdem ein Mischling zu einem Erwachten geworden ist, behält er für gewöhnlich seine menschliche Intelligenz und seine Erinnerungen bei. Allerdings kommt die blutrünstige Natur eines Yoma hinzu, was dazu führt, dass die Erwachten häufig sehr grausam und sadistisch sind. Lange Zeit über glaubte man, dass die Erwachten ihre menschlichen Gefühle und Emotionen vollständig verloren haben. Später stellt sich jedoch heraus, dass das häufig nicht der Fall ist, was man z. B. an Priscilla, Ophelia und später auch Isley sieht.
Unter den Erwachten gibt es drei, welche man „Die in der Tiefe Hausenden“ nennt. Sie waren einst Krieger bzw. Kriegerinnen welche ehemals die Nummer eins der Organisation stellten. Ihre Namen sind „Silberkönig Isley aus dem Norden“, „Riful aus dem Westen“ und „Luciella aus dem Süden“.
Da die Organisation nicht zugeben möchte, dass die Erwachten – auch Vielfraße genannt – früher mal Menschen und danach Mischlinge waren, wird vor der Öffentlichkeit so getan, als handele es sich bei ihnen einfach um sehr alte Yoma, die im Laufe der Zeit eben sehr stark geworden sind, und einen enormen Hunger entwickelt haben.

### Die in der Tiefe Fressenden
Die in der Tiefe Fressenden (深淵喰い) sind Frauen, welche auf den ersten Blick den Kriegerinnen ähneln. Allerdings sind ihre Augen zugenäht und sie scheinen auch über kein eigenes Bewusstsein zu verfügen. Während die Kriegerinnen Hybriden sind, die zur Hälfte aus Yomafleisch bestehen, bestehen sie zur Hälfte aus dem Fleisch von Erwachten. Ebenso wie Erwachte können sie aus ihren Körperteilen Waffen erzeugen, und sich sehr schnell regenerieren. Die in der Tiefe Fressenden wurden erschaffen, um die „in der tiefe Hausenden“ zu jagen. Ihre Stärke wächst dabei mit dem größeren Yoki ihrer Opponenten, daher sind sie für Menschen ungefährlich, aber für „Die in der tiefen Hausenden“ sowie für die Claymores selbst eine große Bedrohung. So konnten sie sogar Isley vernichten. Im Manga treten sie erst sehr viel später auf.

### Hintermänner der Organisation
Über sie ist fast nichts bekannt, außer dass sie die Mischlinge erschaffen, die gegen Yoma kämpfen. Nach einem erfüllten Auftrag kommt einer von ihnen zu dem Ort, welcher die Hilfe angefordert hat, und holt die Bezahlung ab. Was für Wesen sie sind, ist unklar, dass es sich bei ihnen aber um normale Menschen handelt, ist ziemlich unwahrscheinlich. Denn zum einen altern sie über lange Zeiträume hinweg nicht, und zum anderen sind sie wohl auch in der Lage, einen Yoma zu überwältigen und zu töten, um an sein Fleisch und Blut zu kommen, zwecks der Erschaffung von Hybriden. Und noch dazu können sie offenbar auch mühelos das Yoki ihrer Schützlinge aufspüren.

## Charaktere
Clare  (クレア, Kurea)
Clare ist die Protagonistin der Geschichte. In jungen Jahren ist sie die Geisel eines Yoma und wird von Teresa befreit, woraufhin sie ihr auf Schritt und Tritt folgt. Nach Teresas Tod tritt sie folglich der Organisation bei und lässt sich Teile von Teresa einpflanzen. Sie ist die Nummer 47 der Organisation, was bedeutet, dass sie als die schwächste aller Claymore eingeordnet ist. Allerdings setzt Clare alles daran, stärker zu werden, um eines Tages Priscilla zu töten. Nach der Schlacht in Pieta desertiert sie mit den anderen überlebenden Claymore von der Organisation.
Teresa  (テレサ, Teresa)
Teresa ist zu ihrer Zeit die Nummer 1 der Organisation, die stärkste Claymore. Sie wird auch Teresa mit dem leisen Lächeln genannt. Ihre Stärke liegt darin, dass sie das so genannte Yoki (Die Ausstrahlung eines Yoma) besonders genau wahrnimmt, selbst jedoch ihr eigenes Yoki im Kampf kaum aufbringen muss. Bei einem Überfall auf eine Stadt tötet sie die Räuber und soll daher von den anderen Claymore exekutiert werden. Jedoch wird sie nach dem gewonnenen Kampf von der erwachten Priscilla hinterhältig getötet.
Raki  (ラキ, Raki)
Raki ist ein Waisenjunge, dessen Familie von einem Yoma gefressen wurde. Nachdem Clare ihn gerettet hat, wird er jedoch aus seinem Dorf verjagt und folgt Clare. Er schwört sich, stärker zu werden, um irgendwann Clare beschützen zu können. Nachdem er sich gezwungenermaßen von Clare trennen muss und auf der Suche nach ihr in den Norden geht, trifft er auf Isley und Priscilla. Er wird von beiden aufgenommen, nichts ahnend, was die beiden sind. Isley gibt ihm über die Jahre Schwertkampfunterricht, während die kindliche Priscilla zu ihm ein besonderes Verhältnis aufbaut. Jahre später ziehen der erwachsene Raki und immer noch kindliche Priscilla gemeinsam, auf der Jagd nach Yoma, durch das Land. Raki ist aber auch auf der Suche nach Clare.
Priscilla  (プリシラ, Purishira)
Priscilla ist schon in jungen Jahren die Nummer 2 der Organisation und hätte Teresas Nachfolgerin werden können. Allerdings erwacht sie während ihres Auftrags, Teresa zu exekutieren. Sie ist eines der mächtigsten Erwachten Wesen, obwohl sie sich in einem Zustand geistig- und körperlicher Rückentwicklung zu befinden scheint. Isley kümmert sich eine lange Zeit um sie, so wie er auch Raki später bei sich aufnimmt. Priscilla und Raki scheinen über diese Zeit ein besonderes Verhältnis zu entwickeln. Sie hilft dem erwachsenen Raki die Yoma unter den Menschen zu erkennen.
Die Claymore der Organisation haben viele gemeinsame Merkmale: Durch die Symbiose mit einem Yoma haben sie unter anderem allesamt blonde Haare und silbergraue Augen. Des Weiteren tragen alle bis auf die aktuelle Nummern 1 und 2 (Alicia und Beth) graue Uniformen, die mit Rüstungsteilen versehen sind und ein übergroßes Zweihandschwert. Zur internen Unterscheidung erhält jeder Claymore nach ihrer Ausbildung ein eigenes Symbol, welches auf der Rüstung sowie dem Schwert angebracht ist.

### Nebencharaktere
Isley (イースレイ, Ēsleigh, in der deutschen Übersetzung des Animes Easley genannt)
Isley ist der stärkste männliche Erwachte, und vermutlich auch der stärkste Erwachte überhaupt. Er war die Nummer eins der Organisation, als die meisten Krieger noch männlich waren. Später ist er der Anführer einer Armee von Erwachten, die ihren Feldzug nach Süden von Pieta aus beginnen wollen. Im Anime ist er der Geliebte von Priscilla, im Manga hingegen ihr Untergebener. Im Manga steht er zu Raki in fast väterlicher Beziehung, und dadurch wird seine menschliche Seite im Laufe der Zeit immer stärker, sodass er immer seltener Menschen frisst.
Riful (リフル, Rifuru)
Riful ist die zweite der „In der Tiefe Hausenden“. Sie war die allererste Kriegerin im Rang der Nummer eins. Doch weil sie zu jung war um ihr Yoki zu kontrollieren, erwachte sie schon nach kurzer Zeit. Sie fängt manchmal Kriegerinnen, um sie solange zu foltern, bis sie erwachen um den Schmerzen zu entgehen. Die neuen Erwachten sammelt sie dann als Armee um sich. Ihr Geliebter ist Dauf.
- Rigardo: Rigardo, auch „silberäugiger Löwenkönig“ genannt, war einst die Nummer zwei der Organisation. Für einen Erwachten ist er ziemlich klein, dafür aber umso schneller und geschickter. In seiner Gestalt als Erwachter sieht er fast so aus wie ein humanoider Löwe, und seine Augen haben trotz des Erwachens ihre silberne Farbe beibehalten. In Pieta besiegt er mehrere ranghohe Kriegerinnen, wird zuletzt aber von der beinahe-erwachten Clare getötet.
- Dauf: Dauf war einst die Nummer drei der Organisation. Als Krieger war er ein sanfter Riese, der aber nicht sehr helle war. Nun, als Erwachter, ist er sadistisch und grausam, an seiner Intelligenz hat sich durch das Erwachen allerdings nichts verändert. Seine speziellen Fähigkeiten liegen darin, dass er aus seinen Fingern und seinem Mund Eisenstäbe verschießen kann, welche dem Gegner schwere Verletzungen zufügen. Zudem ist seine Haut sehr hart und nur schwer mit einem Schwert zu durchdringen. Er ist der Geliebte von Riful.
- Ophelia: Ophelia ist die Nummer vier der Organisation. Sie ist sehr grausam sowie sadistisch veranlagt und hat Gefallen daran, Menschen und andere Kriegerinnen zu töten. Als sie in einem Kampf schwerverletzt wird erwacht sie, ist in diesem Zustand anfangs aber noch sehr verwirrt und sich dessen nicht bewusst. Zuletzt lässt sie sich von Clare besiegen, da sie nicht als Erwachte leben will.
- Irene: Irene war früher die Nummer zwei bzw. später drei der Organisation. Sie wurde in dem Kampf mit der beinahe-erwachten Priscilla schwerverletzt und verstümmelt. Daraufhin verließ sie die Organisation, ihr Aufenthaltsort blieb lange Zeit unbekannt. Später kümmerte sie sich um die zuvor verwundete Clare, brachte ihr eine neue Kampftechnik bei und schenkte ihr ihren verbliebenen Arm, da Clare zuvor ihren eigenen Arm im Kampf gegen Ophelia verloren hatte.
- Miria: Miria ist die schnellste Kriegerin der Organisation, und noch dazu die Nummer sechs. Ihre spezielle Kampftechnik liegt darin, dass sie sich kurzzeitig sehr schnell bewegen kann, schneller als jede andere Kriegerin und die meisten Erwachten. Das bringt ihr auch den Spitznamen „Phantom-Miria“ ein. Doch diese Technik ist sehr anstrengend, sodass sie dabei ihre gesamte Kraft verbraucht, und danach beinahe hilflos ist. Nach der Schlacht von Pieta verlässt sie die Organisation.
- Helen: Helen ist die Nummer 22 der Organisation. Sie ist häufig sehr patzig und aufsässig, und anderen Kriegerinnen gegenüber ziemlich gehässig. Ihr spezielle Fähigkeit liegt darin, dass sie ihre Arme und Beine im Kampf enorm verlängern kann. Sie ist die beste Freundin von Deneve.
- Deneve: Deneve ist die Nummer 15 der Organisation. Sie ist eher zurückhaltend und still, allerdings auch eine Perfektionistin, und erwartet dies von den anderen Kriegerinnen. Da sie – für den 15. Rang – nicht sehr stark ist, macht sie sich häufig Selbstvorwürfe. Sie hat die Fähigkeit sich beinahe so schnell zu regenerieren, wie eine Erwachte. Sie und ihre Freundin Helen verlassen nach der Schlacht von Pieta die Organisation.
- Jean: Jean ist die Nummer neun der Organisation. Clare rettet sie davor, zu einer vollständigen Erwachten zu werden, und aus Dank begleitet sie sie danach und stellt sich sogar gegen die Organisation. Ihre Kampftechnik besteht darin, dass sie ihren Schwertarm bis zu 21-mal um seine Achse drehen kann, und dann mit einem wirbelnden Schwerthieb vorstößt, der selbst starken Erwachten schwere Verletzungen zufügt. Sie stirbt im Anime, indem sie Clare ebenfalls im finalen Kampf gegen Priscilla hilft, nicht zu einer Erwachten zu werden, dabei allerdings ihre gesamte Lebensenergie verbraucht. Im Manga geschieht dies bereits im Kampf gegen Rigardo.
- Galatea: Galatea ist die Nummer drei der Organisation. In einem begrenzten Maß kann sie das Yoki ihrer Gegner beeinflussen, zudem steigt ihre Kraft am stärksten von allen Kriegerinnen an, wenn sie ihr Yoki freisetzt. Nach außen hin ist sie der Organisation treu ergeben, hilft aber häufig Kriegerinnen, die sich von ihr lösen wollen. Im Manga verlässt sie die Organisation letztlich auch und leistet Widerstand.
- Flora: Flora ist die Nummer acht der Organisation. Ihre Technik ist die Windschneide, welche Irenes Wirbelklinge in vielerlei Hinsicht ähnlich ist. Sie hat ein sehr sanftes Gemüt und wird dadurch leicht von ihren Kameradinnen unterschätzt. Sie wird von Rigardo in Pieta getötet.
- Undine: Undine ist die Nummer elf der Organisation, welche als einzige Kriegerin zwei Schwerter trägt. Ihr Körperbau wirkt sehr muskulös, später stellt sich jedoch heraus, dass dieses Erscheinungsbild allein auf die willkürliche Manipulation ihres Yoki zurückzuführen ist. Sie scheint aggressiv, vorlaut und unfreundlich zu sein und behandelt schwache Kriegerin ohne jeglichen Respekt. Auch dieser Eindruck ändert sich schnell, als Deneve ihre Hintergrundgeschichte erfährt. Undine verlor ihre Freundin im Kampf und wird seither von Schuldgefühlen geplagt. Sie eignete sich ihr Schwert an und schwor sich, keine weitere Kameradin aufgrund ihrer eigenen Schwäche zu verlieren. Sie wird von Rigardo getötet.

## Konzeption
Die einzelnen Folgen sowie die Manga-Kapitel werden als Scene (engl. Szene) bezeichnet.
Der Titel der Serie leitet sich von dem schottischen Schwerttyp Claymore ab. Jedoch wird der englische Begriff Claymore als Flamberge übersetzt.

## Veröffentlichung

### Manga
Der Manga erschien in Japan ab Mai 2001 zunächst im Magazin Monthly Shōnen Jump bei Shūeisha. Nachdem Monthly Shonen Jump im Juli 2007 eingestellt wurde, erschienen in den kommenden Monaten vier Nebengeschichten im Weekly Shōnen Jump. Seit November 2007 erscheint der Manga im Magazin Jump SQ. Das große Finale und Ende der Serie erschien am 4. Oktober 2014 in der November-Ausgabe 2014 des Magazins Jump SQ. Die Einzelkapitel wurden ebenfalls in 27 Sammelbänden veröffentlicht.
Der Manga erscheint auf Englisch bei Viz Media, sowie seit November 2006 auf Französisch, in Spanisch beim Verlag Glénat und auf Italienisch bei Star Comics. Seit Juli 2008 sind 27 Bände auf Deutsch beim Verlag Tokyopop erschienen.

### Anime
Im Jahr 2007 wurde auf Grundlage des Mangas eine 26-teilige Fernsehserie vom Studio Madhouse produziert. Der Anime gibt die Ereignisse der ersten 60 Kapitel des Mangas wieder, weicht jedoch nicht selten von deren Handlung ab und entwickelt für die letzten beiden Episoden eine eigene Geschichte. Regie führte dabei Hiroyuki Tanaka. Die Ausstrahlung erfolgte vom 4. April bis zum 26. September 2007 nach Mitternacht (und damit am vorigen Fernsehtag) auf Nippon TV.
Funimation lizenzierte den Anime für die USA. In Deutschland wurde die Serie von Anime Virtual lizenziert und auf 6 DVDs mit dem Titel Claymore – Schwert der Rache veröffentlicht. Am 25. März 2011 folgte eine Gesamtausgabe mit allen 6 DVDs unter dem Anime-Label Kazé.

#### Synchronisation
Für die deutsche Synchronisation war das Berliner Studio VSI Synchron zuständig. Dialogregie führte Reinhold Kospach.
| Rolle     | Japanische Sprecher (Seiyū) | Deutsche Sprecher                   |
| --------- | --------------------------- | ----------------------------------- |
| Clare     | Hōko Kuwashima              | Ann Vielhaben Lisa Mitsching (Jung) |
| Teresa    | Romi Park                   | Debora Weigert                      |
| Raki      | Motoki Takagi               | Dirk Stollberg                      |
| Priscilla | Aya Hisakawa                | Josephine Schmidt                   |
| Isley     | Koji Yusa                   | Konrad Bösherz                      |
| Riful     | Nana Mizuki                 | Rubina Kuraoka                      |
| Ophelia   | Emi Shinohara               | Ulrike Stürzbecher                  |
| Irene     | Minami Takayama             | Heide Domanowski                    |
| Miria     | Kikuko Inoue                | Silvia Mißbach                      |
| Helen     | Miki Nagasawa               | Gundi Eberhard                      |
| Deneve    | Hana Takeda                 | Heike Beeck                         |
| Jean      | Kotono Mitsuishi            | Tanya Kahana                        |
| Galatea   | Ai Orikasa                  | Katharina Koschny                   |
| Flora     | Miyu Matsuki                | Cosima Ertl                         |
| Undine    | Rie Ishizuka                | Anke Reitzenstein                   |
| Noelle    | Junko Takeuchi              | Victoria Sturm                      |
| Sophia    | Megumi Toyoguchi            | Jill Schulz                         |
| Galk      | Horie Kazuma                | Sebastian Christoph Jacob           |
| Cid       | Hiroyuki Yoshino            | Ricardo Richter                     |
| Rubel     | Hirata Hiroaki              | Stefan Staudinger                   |

#### Musik
Für den Vorspann der Serie wurde „Raison D’être“ von Nightmare verwendet. Der Abspann ist mit „Danzai no Hana~Guilty Sky“ von Riyu Kosaka unterlegt.
2007 erschien in Japan der Soundtrack zu der Serie. Zusätzlich kam die CD Claymore Intimate Persona heraus, auf der sich zehn Titel finden, die je einem Charakter gewidmet sind.